# Four Sticks
Four Sticks е песен от неозаглавения четвърти албум на английската рок група „Лед Зепелин, издаден през ноември 1971 г. Four Sticks е издадена като Б-страна на сингъла Rock and Roll в края на месец февруари 1972 г., под формата на 7-инчова грамофонна плоча в Европа, Северна и Южна Америка, Азия, Австралия и Нова Зеландия.
Заглавието ѝ отразява изпълнението на барабаниста Джон Бонъм с два комплекта по две барабанни пръчки (палки) или общо четири на брой. Трудността на песента по врема на записите налага няколкото пъти тя да бъде дублирана, а Джон Пол Джоунс използва своя преносим аналогов синтезатор с гъвкава модулна гласова архитектура. Four Sticks има необичаен тактов размер, включващ рифове в смес от 5/8 и 6/8. 
Само едно изпълнение на живо е направено, това в Копенхаген по време на европейското им турне през 1971 г., и е запазено в някои контрабандни записи. Four Sticks е презаписана от Джими Пейдж и Робърт Плант с Бомбайския симфоничен оркестър през 1972 г., по време на пътуването им до Индия, заедно с друга песен, Friends от Led Zeppelin III. Записът, озаглавен Four Hands, е издаден официално при ремастерирането на Coda през 2015 г.

## Музиканти
- Робърт Плант – вокали
- Джими Пейдж – китара
- Джон Пол Джоунс – бас китара
- Джон Бонъм – барабани